# La scuola raccontata al mio cane
La scuola raccontata al mio cane è un libro scritto da Paola Mastrocola pubblicato dalla casa editrice Guanda nel 2004.
L'autrice in tutto il suo libro spiega al suo cane "Perry Bau" come è cambiato il mondo della scuola negli ultimi anni dal suo punto di vista: riforme assurde, progetti vari al posto di lezioni normali e altre situazioni nuove e difficili da accettare da un insegnante di letteratura "all'antica" come lei.

## Edizioni
- Paola Mastrocola, La scuola raccontata al mio cane, collana Le fenici rosse, Guanda, 2004,  pp. 191, cap. 5.